# Elytraria bromoides
Elytraria bromoides är en akantusväxtart som beskrevs av Oerst.. Elytraria bromoides ingår i släktet Elytraria och familjen akantusväxter. Inga underarter finns listade i Catalogue of Life.